# دونگی وراتاری
دونگی وراتاری (به صربی: Donji Vratari) یک منطقهٔ مسکونی در صربستان است که در الکساندراواک واقع شده‌است. دونگی وراتاری ۲۹۷ نفر جمعیت دارد.